# Arca bouvieri
Arca bouvieri ist eine Muschel-Art aus der Familie der Archenmuscheln (Arcidae) in der Ordnung der Arcida. Die Art kommt im östlichen Südatlantik vor.

## Merkmale
Das gleichklappige Gehäuse ist stark gebläht und wird bis zu 7 cm lang, meist 5 bis 6 cm. Es ist deutlich ungleichseitig, die Wirbel befinden sich im vorderen Drittel (bezogen auf die Länge). Sie sind leicht nach vorne eingedreht und stehen weit auseinander. Das Gehäuse ist im Umriss länglich-subtrapezoidal. Es ist vergleichsweise hoch, der Längen-/Breiten-Index liegt im Mittel bei 1,76. Der Dorsalrand ist gerade und erstreckt sich fast über die maximale Gehäuselänge. Er geht mit einem stumpfen Winkel in den Hinterrand über. Der Hinterrand steht fast senkrecht zum Dorsalrand und besitzt mittig eine flache Einbuchtung. Die Einbuchtung wird von einem flachen Sinus gebildet, der vom Wirbel zum Hinterrand zieht. Parallel dazu zieht ein sehr flacher Kiel zum unteren Ende des Hinterrandes. Der Hinterrand geht mit einem flachen Winkel in den konvex gekrümmten Ventralrand über. Dieser kann eine kleine Einbuchtung an der Austrittsstelle des Byssus haben; das geschlossene Gehäuse klafft an dieser Stelle. Die Einbuchtung ist, wenn vorhanden, durch einen sehr flachen, radial vom Wirbel verlaufenden Sinus. Der Ventralrand zieht ohne merklichen Knick in den Vorderrand. Der Vorderrand bildet mit dem Dorsalrand einen etwas steileren Winkel als am Hinterrand. Die dorsale Area ist flach und steht nahezu senkrecht auf der Kommissur; sie steigt mäßig steil zu den Wirbeln an.
Das Ligament nimmt den größeren Teil der Area ein mit v-förmigen, dachziegelartig übereinander liegenden Gruben (chevron). Die chevrons sind zunächst sehr regelmäßig, später in der Ontogenie werden sie zahlreicher und unregelmäßiger. Das Schloss ist taxodont. Die Schlossplatte ist gerade, sehr lang und vergleichsweise schmal. Auf der Schlossplatte sitzen zahlreiche, kleine senkrecht zur Schlossplatte stehende Zähnchen in zwei Gruppen. Die zwei Gruppen sind aber nur undeutlich voneinander getrennt. Die vordere Gruppe besteht aus etwa 40 Zähnchen, die hintere Gruppe aus etwa 50 Zähnchen. Alle Zähnchen sind fein gezähnelt, in der hinteren Mitte auch winklig.
Die Schale ist sehr dick und fest; die Gehäuse sind vergleichsweise schwer. Die Ornamentierung besteht aus zahlreichen, radialen Rippen, kleineren Rippchen und fadenförmigen Linien, die von unregelmäßigen Anwachslinien gekreuzt werden. In juvenilen Exemplaren sind die 30 bis 35 Rippen noch recht gleichförmig, mit Ausnahme auf der Schräge zum Hinterende, wo die Rippen etwas kräftiger ausgebildet sind. In adulten Exemplaren sind die 8 bis 10 gerundeten Rippen auf der Schräge vom Wirbel zum Hinterende sehr kräftig ausgebildet. In den Zwischenräumen sitzen bis zu 6 fadenförmige Linien. Auf der Schräge zum Vorderende sitzen 4 bis 6 Rippen. Die weißliche oder cremefarbene Grundfarbe ist überlagert mit schräg zickzack verlaufenden ziegelroten bis purpurroten Streifen. Die Innenseite ist weißlich, oft auch leicht gelblich oder bräunlich getönt. Der innere Rand der Klappen ist weitgehend glatt, und nur selten von den äußeren Rippen beeinflusst. Das Periostracum ist strohfarben, angeordnet in konzentrischen Lamellen. Meist ist es nur noch an den Klappenrändern vorhanden.
Die Schließmuskelnarben an den Innenseiten der Klappen sind fast gleich groß, der hintere Muskel ist nur geringfügig kleiner.

## Unterschiede
Arca bouvieri ähnelt der Arche Noah-Muschel (Arca noae). Die Verbreitungsgebiete der beiden Arten schließen sich zwar weitgehend aus, jedoch an den Küsten des Senegal und auf den Kapverdischen Inseln kommen beide Arten sympatrisch vor. Arca bouvieri ist weniger gelängt, mehr komprimiert und weniger ungleichseitig als die Arche Noah-Muschel. Der Längen-/Breiten-Index liegt im Mittel bei 1,76, bei der Arche Noah-Muschel im Mittel bei 2,22. Die radialen Rippen sind bei Arca bouvieri viel kräftiger ausgebildet, besonders am Hinterrand.

## Geographische Verbreitung und Lebensweise
Die Art kommt an der afrikanischen Atlantikküste von Senegal bis Südangola vor; sowie auf den Kapverdischen Inseln, São Tomé und Príncipe, Annobón, Ascension und St. Helena.
Die Tiere leben mit Byssus angeheftet an Hartsubstraten wie Felsen, Steinen oder größeren Schalen, meist zusammen mit Kalkalgen. Auch die Gehäuse von Arca bouvieri sind häufig mit Kalkalgen oder anderen Aufsiedlern inkrustiert. Die Tiere kommen vom flachen Subtidal bis in etwa 60 Meter Wassertiefe vor. Oft sind sie vergesellschaftet mit Anadara geissei (Kobelt, 1891), Cardiocardita tankervillii (W. Wood, 1828) und Venus declivis G. B. Sowerby II, 1853. Die Tiere werden lokal gesammelt und gegessen.

## Taxonomie
Das Taxon wurde von Paul Fischer 1874 begründet. Es ist allgemein anerkannt, Arca sanctaehelenae E. A. Smith, 1890 ist ein jüngeres Synonym.